# Inversiones Aguas Metropolitanas
Inversiones Aguas Metropolitanas est une entreprise chilienne faisant partie de l'IPSA, le principal indice boursier de la bourse de Santiago du Chili.